# Moteur à vide

Concept illustration

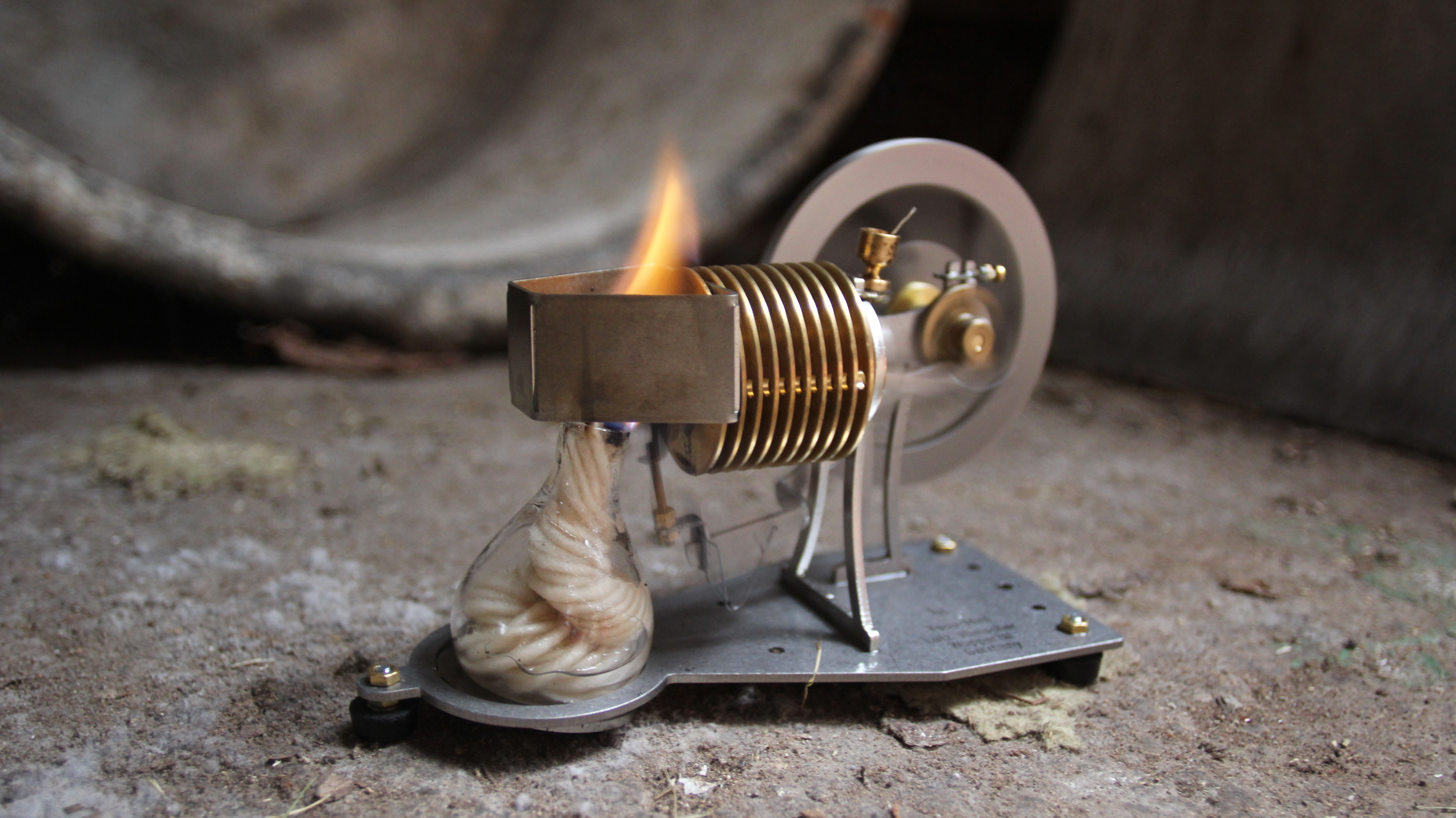

Un moteur à vide (aussi appelé "moteur avaleur de flamme") tire sa force de la pression de l'air.
La différence de pression de chaque côté du piston produit un mouvement de va et vient.
Le rendement est exécrable, mais il est de fabrication très simple. Dans certains modèles, une soupape permet l'échappement séparé de l’admission.